# San Giuseppe dei Teatini

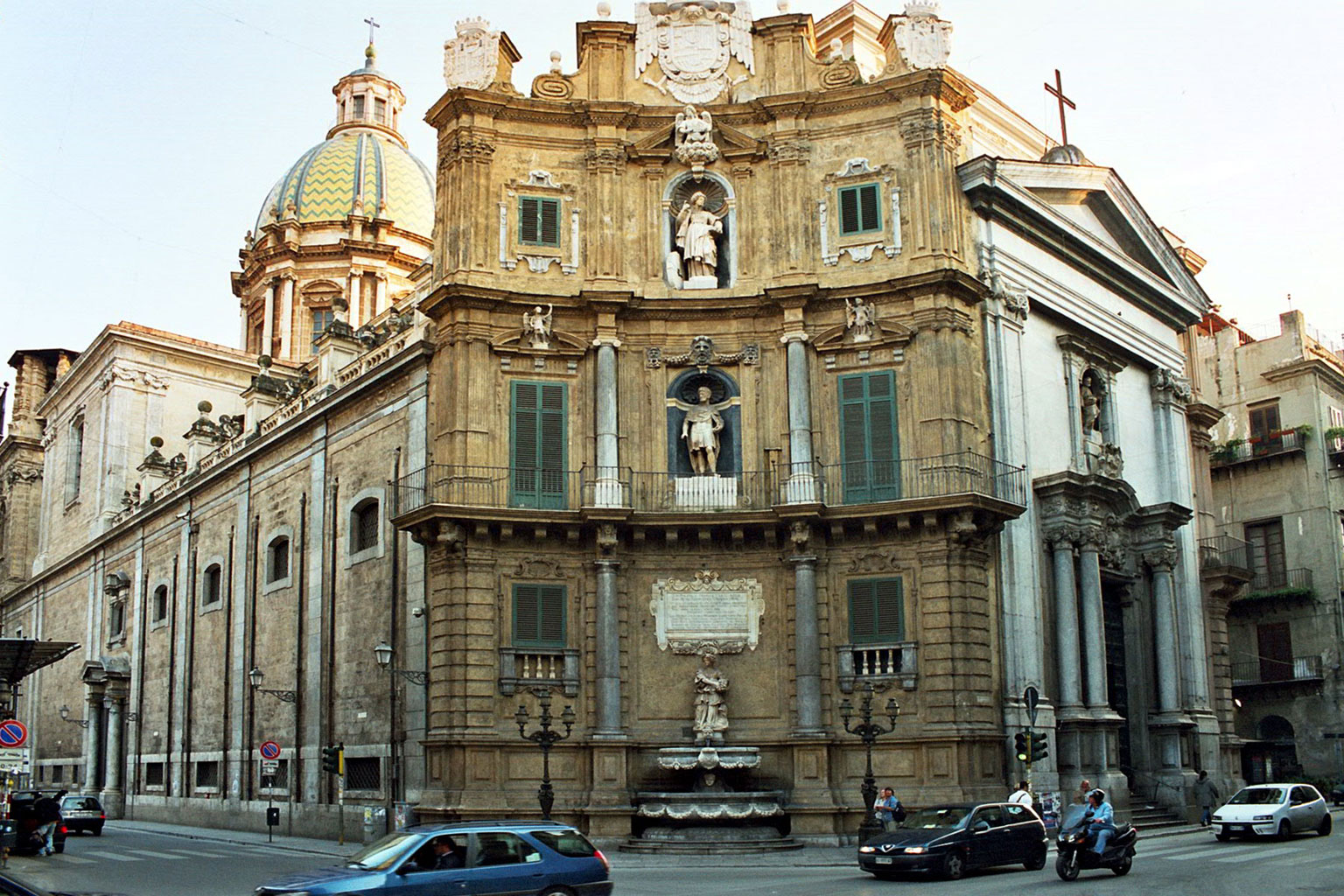
San Giuseppe dei Teatini

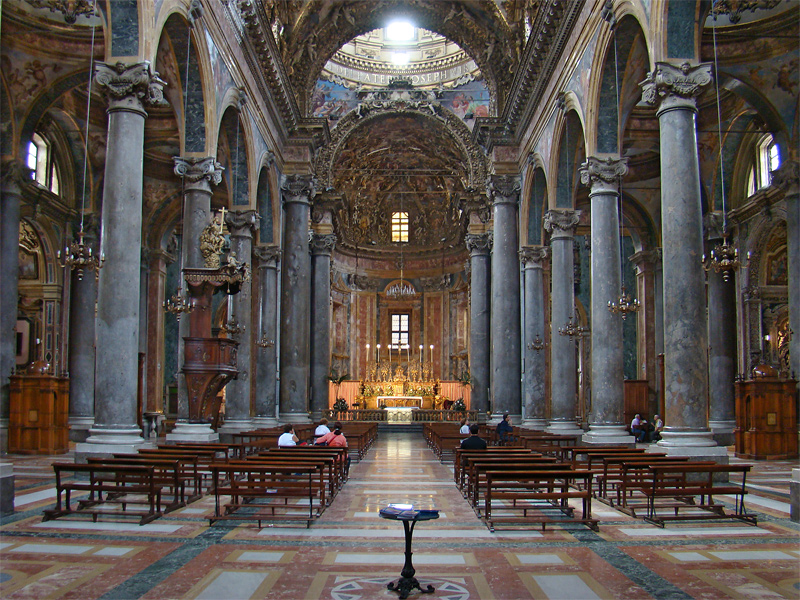
Innenansicht

Die Basilika San Giuseppe dei Teatini ist eine Kirche in Palermo. Sie liegt an der Via Maqueda gegenüber der Piazza Pretoria und erstreckt sich bis zu der Südseite der Quattro Canti, wo ihr eine barocke Palastfassade vorgeblendet ist.
Die Kirche wurde von Giacomo Besio, einem Mitglied des Theatinerordens, entworfen und zwischen 1612 und 1645 errichtet.
Die drei Schiffe der Kirche der Basilika sind durch Säulen aus Billiemi Marmor voneinander getrennt. Geschmückt ist die Kirche durch Fresken (u. a. von Wilhelm Borremans), Gemälde (u. a. von Pietro Novelli), Stuckarbeiten (u. a. von Giuseppe Serpotta) und Skulpturen (u. a. von Ignazio Marabitti). Im 18. Jahrhundert bekam die Kirche durch Giuseppe Mariani eine Kuppel, die mit farbiger Keramik gedeckt ist.
Unterhalb der Kirche befindet sich die Kirche Santa Maria della Provvidenza, die Krypta von San Giuseppe dei Teatini.